# Francisco Zapata y Cisneros
Francisco Zapata y Cisneros (¿Madrid?, 1520-Barajas, 20 de septiembre de 1594), I conde de Barajas, fue un noble y hombre de estado español al servicio de Felipe II.

## Biografía
Fue hijo de Juan Zapata Ossorio, señor de Barajas, y de María Cisneros, sobrina del cardenal Cisneros. Francisco Zapata fue caballero y trece de la Orden de Santiago, en la que también llegaría a ser comendador de Guadalcanal.
A lo largo de su vida política y cortesana desempeñó el cargo de corregidor de Córdoba entre 1567-73, debido especialmente a la  rebelión de los moriscos de Granada y la celebración de Cortes Generales en dicha ciudad, a la que asistió en persona el monarca Felipe II. Asimismo, mandó construir la Puerta del Puente al estilo renacentista en honor a la visita del rey.
Además, fue miembro del Consejo de Estado desde 1573; asistente de Sevilla entre 1573-79; mayordomo mayor de la reina Ana de Austria y ayo de sus hijos los infantes; presidente del Consejo de Órdenes entre 1580-83 y del Consejo de Castilla entre 1583-1591. En su cese de este cargo tuvo un papel destacado el confesor del rey fray Diego de Chaves, quien haciéndose eco del descontento popular que responsabilizaba a Zapata del pésimo estado de la justicia en Castilla, se negó a dar la absolución a Felipe II en tanto mantuviera al conde en el cargo.
En 1592 renunció a todos sus cargos y se retiró a su villa de Barajas, donde murió dos años después; fue sepultado en la capilla mayor del convento de religiosos descalzos franciscanos, fundado por él mismo.

## Matrimonio y descendencia
De su matrimonio con María de Mendoza, de la casa de los condes de Coruña, tuvo al menos dos hijos:
- Antonio Zapata y Cisneros, cardenal y virrey de Nápoles;
- Diego Zapata de Mendoza, II conde, mayordomo de Felipe III y Felipe IV.